# 원추리

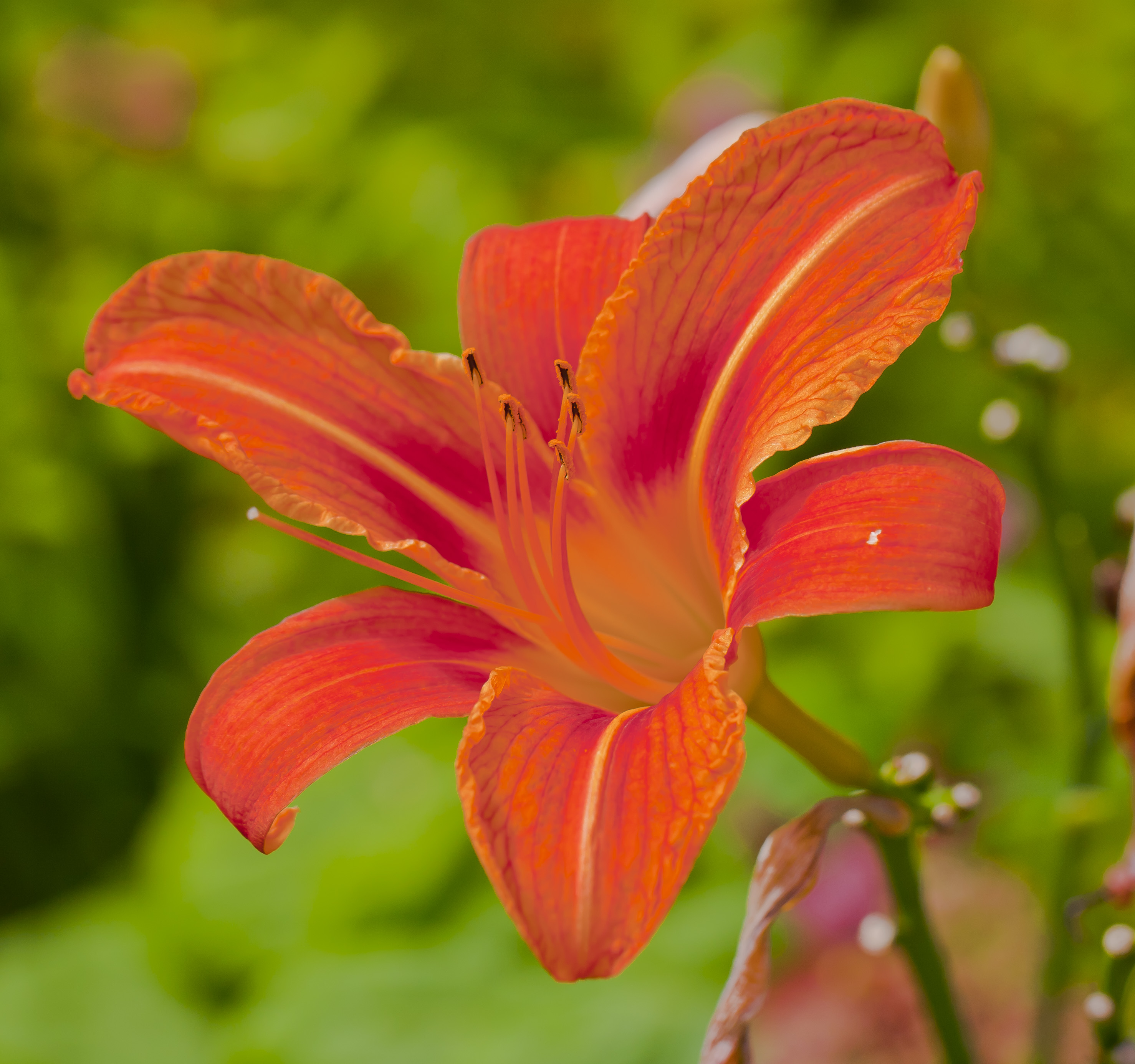

원추리(Hemerocallis fulva (L.) L.)는 긴 꽃통이 있고, 백합과 비슷한 꽃이 피는 여러해살이풀이다. 잎은 선형이고 두 줄로 어긋나며 뒷부분은 활처럼 뒤로 휘어진다. 영어명이나 학명은 모두 아름다운 꽃이 하루만 피고 시들어버린다는 데서 붙여진 이름이다. 동아시아의 온대지역에 10종 정도가 분포하고, 한국에는 7종 1변종이 분포한다.